# Einfeldia pectoralis
Einfeldia pectoralis är en tvåvingeart som beskrevs av Jean-Jacques Kieffer 1924. Einfeldia pectoralis ingår i släktet Einfeldia och familjen fjädermyggor.
Artens utbredningsområde är Tyskland. Arten har ej påträffats i Sverige. Inga underarter finns listade i Catalogue of Life.